# (19949) 1981 EM46
A (19949) 1981 EM46 a Naprendszer kisbolygóövében található aszteroida. Schelte J. Bus fedezte fel 1981. március 2-án.